# Prêmio Longevidade
O Prêmio Longevidade (em inglês:  Longevity Prize) é um prêmio científico dotado com 20.000 Euros (situação em 2012) concedido pela Fundação Ipsen na área da pesquisa da longevidade.
Com o prêmio é condecorado um francês ou estrangeiro – por exemplo nas áreas de biologia, genética, gerontologia, psicologia, estatística –, que contribuiu com pesquisas de destaque sobre a longevidade. O prêmio pode ser dividido. Não é esperada uma candidatura.

## Recipientes
- 1996 Caleb Finch
- 1997 Vaino Kannisto
- 1998 Roy Walford
- 1999 John Morley
- 2000 Paul Baltes, Margret Baltes
- 2001 Justin Congdon
- 2002 George M. Martin
- 2003 James Vaupel
- 2004 Linda Partridge
- 2005 Michael Marmot
- 2006 Cynthia Kenyon
- 2007 David Barker
- 2008 Gerald McClearn
- 2009 Jacques Vallin
- 2010 Judith Campisi
- 2011 Thomas Kirkwood
- 2012 Linda Fried
- 2013 Gary Ruvkun
- 2014 Luigi Ferrucci[1]